# 吹田市立佐井寺小学校
吹田市立佐井寺小学校（すいたしりつ さいでらしょうがっこう）は、大阪府吹田市にある公立小学校。
吹田市立千里第二小学校の過大規模解消のため、1983年に同校から分離し、吹田市で36番目の小学校として開校した。その後2003年には、周辺校と比較して学校規模が大規模になっていたため、吹田市の学校規模適正化の対象校となり校区が縮小されている。

## 沿革
- 1983年4月1日 - 吹田市立佐井寺小学校として、現在地に開校。
- 1983年11月18日 - 開校記念式典を実施。
- 1995年10月24日 - アフリカ諸国の青年教員らが、同校を訪問・見学。
- 1999年 - 吹田市教育委員会から、情報教育の研究校に指定される。
- 2003年 - 校区を縮小。従来の校区のうち、佐井寺4丁目を吹田市立佐竹台小学校校区に、千里山高塚を吹田市立千里第二小学校校区へ、それぞれ分離。

## 通学区域
- 吹田市 佐井寺1丁目-3丁目、竹谷町、佐井寺南が丘。

卒業生は吹田市立佐井寺中学校に進学する。

## 交通
- 阪急千里線 南千里駅 南東へ約1.5km。